# 施圖林格山麓冰川
70°22′S 162°30′E / 70.367°S 162.500°E
施圖林格山麓冰川是南極洲的山麓冰川，位於維多利亞地的彭內爾海岸，處於鮑爾斯山脈以北甘努茲冰川和巴伯冰川之間，長18公里，美國地質調查局根據測量和該國海軍的空中照片繪入地圖。